# Kora (instrument muzyczny)

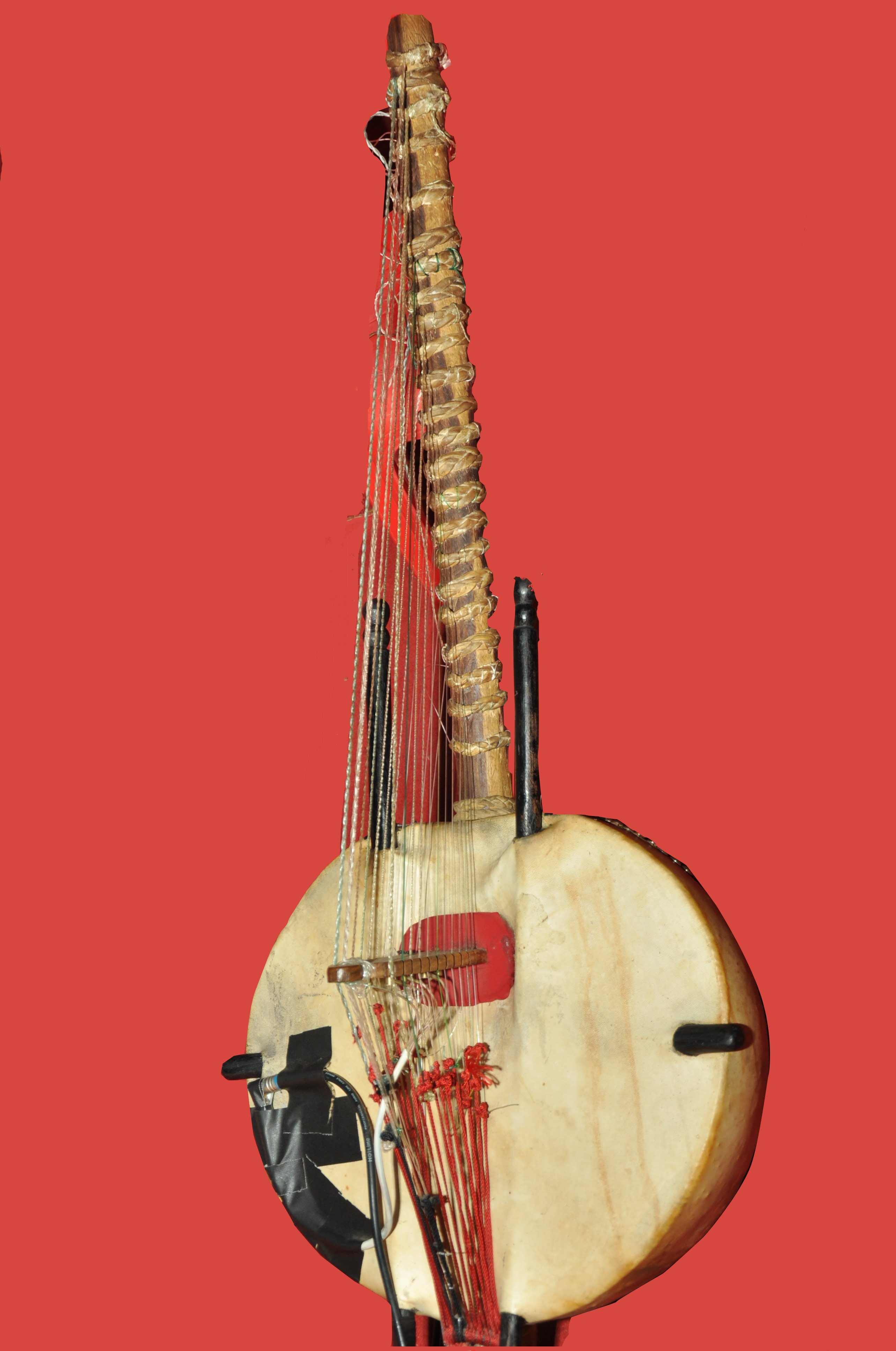
Kora

Kora – instrument muzyczny zaliczany do grupy chordofonów szarpanych, rodzaj 21-strunowej harfy używanej w Afryce Zachodniej.

## Opis
Kora jest zbudowana z dużej tykwy rozciętej w połowie i pokrytej krowią skórą, tworzącej rezonator, do której przymocowany jest mostek, podobnie jak w lutni i gitarze. Brzmienie instrumentu przypomina dźwięk harfy. Grający używa tylko kciuka i palca wskazującego obu rąk do szarpania strun.

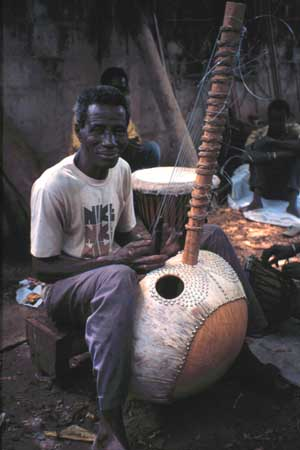
Alieu Suso z Gambii wraz ze zbudowanym przez siebie instrumentem

Grający na korze pochodzą tradycyjnie z rodzin griotów, przekazujących swoją wiedzę i umiejętności z pokolenia na pokolenie. Instrument jest najbardziej popularny w Gwinei, Gwinei Bissau, Mali, Senegalu i Gambii. Tradycyjny muzyk grający na korze nazywany jest Jali, pojęcie podobne do słowa 'bard'.
Tradycyjna kora ma 21 strun, na jedenastu z nich gra się lewą ręką, na dziesięciu – prawą. Nowoczesne kory budowane w regionie Casamance w Senegalu mają czasami do czterech dodatkowych strun basowych. Struny tradycyjnie wytwarzane były ze skóry zwierzęcej, obecnie większość strun robi się ze strun harfy lub z żyłki wędkarskiej.
Do najbardziej znanych muzyków grających na korze należą Kauoding Cissoko (Senegal), Mamadou Diabaté (Mali), Toumani Diabaté (Mali), Kandia Kouyaté (Mali), Toumany Kouyate (Senegal), Mory Kanté (Gwinea).